# Jonathan Davis
Jonathan Houseman Davis (født 18. januar 1971) er forsangeren for nu-metal-bandet KoЯn.
Davis voksede op i Bakersfield, Californien hvor han blev opfostret af sin far og stedmor. Gennem sin opvækst blev han udsat for børnemisbrug, hård mobning og en stedmor, der var misbruger. Han har senere brugt erfaringerne fra sin barndom som inspiration til bandets tekster.
Han har haft talent for musik siden han var barn, og i en alder af 12 kunne han spille på ni instrumenter, deriblandt klaver og violin.
Foruden at være forsanger i bandet, spiller han desuden tromme og sækkepibe. Han har bl.a. været med til at indspille musikken på deres fjerde album, Issues. Endvidere spiller han guitar, klaver, harpe, sækkepibe og andre varierende instrumenter som glasharmonika.
Davis er det senest tilkomne medlem af KoЯn. James 'Munky' Shaffer og Brian 'Head' Welch 
opdagede ham på en bar hvor han optrådte for Sexart. De to havde oprindeligt i sinde blot at blive der i et kort stykke tid, men efter at have set Sexart, valgte de at blive. Davis blev derefter spurgt, om han ville slutte sig til dem, og accepterede hvorefter de stiftede bandet.

## Barndom
Som barn blev Davis seksuelt misbrugt af en nær ven af familien. Sangen "Daddy" handler om dette misbrug, og at hans forældre ikke troede på det fandt sted.
Hans første musikalske inspiration var Andrew Lloyd Webbers musical Jesus Christ Superstar. Det var også i barndommen at han fik sit første trommesæt, og begynde at interesse sig for musik. 
I barndommen led Davis af astma, hvor han havde et voldsomt anfald som 5-årig og blev indlagt på hospitalet. I et interview fortalte han hvordan han bare røg ind og ud af hospitalet, men at han i dag er vokset fra sin astma.